# Trojštět
Trojštět (Trisetum) je rod trav, tedy rostlin z čeledi lipnicovitých (Poaceae). Jedná se o vytrvalé, vzácně jednoleté byliny. Jsou trsnaté. Stébla dorůstají výšek zpravidla 4–150 cm. Čepele listů jsou ploché nebo svinuté, dosahují šířky 0,2–12 mm, na vnější straně listu se při bázi čepele nachází jazýček. Květy jsou v kláscích, které tvoří latu, která je volná nebo někdy stažená. Klásky jsou zboku smáčklé, vícekvěté (zpravidla 2–5 květů), ale horní květ někdy bývá sterilní. Na bázi klásku jsou 2 plevy, které jsou nestejné nebo téměř stejné, bez osin. Pluchy jsou osinaté, jen vzácně bez osin. Osina je 1 nebo dokonce 3 (jedna hlavní a 2 boční štětiny z laloků pluchy), hlavní osina kolénkatá či nikoliv. Plušky jsou dvoukýlné, bez osin, ale se 2 štětinami. Plodem je obilka. Celkově je známo asi 85 druhů, které najdeme na obou polokoulích, převážně v mírném pásu, místy i adventivně.

## Druhy rostoucí v Česku
V České republice roste pouze 1 druh z tohoto rodu, trojštět žlutavý (Trisetum flavescens). Jedná se významnou trávu luk, roste od nížin až do hor. Další druhy jsou však domácí už na Slovensku.